# Svenska mästerskapen i dressyr 1977
Svenska mästerskapen i dressyr 1977 avgjordes i Stockholm. Tävlingen var den 27:e upplagan av Svenska mästerskapen i dressyr.

## Resultat
| Placering | Ryttare           | Häst       |
| --------- | ----------------- | ---------- |
| 1         | Sten Nordenskjöld | Horisont   |
| 2         | Karin Karlsson    | Miss Piaff |
| 3         | Eric Lette        | Aintree    |